# O͘
Das O͘ (kleingeschrieben o͘ ) ist ein vom lateinischen Buchstaben O abgeleiteter Buchstabe, er besteht aus einem O mit einem Punkt oben rechts. Er wird zur Schreibung der Pe̍h-ōe-jī-Umschrift des Taiwanischen benutzt. Es kann auch mit Tonmarkierungen kombiniert werden, zum Beispiel: ò͘ und ō͘.

## Darstellung auf dem Computer
Unicode erhält das O͘ nicht als eigenes Zeichen. Es wird durch ein normales O in Kombination mit dem combining dot above right (U+0358) erzeugt. Viele Schriftarten unterstützen den Buchstaben derzeit nicht oder nur mangelhaft, sodass es einige Probleme bei der Verarbeitung am Computer geben kann.